# Hamownia

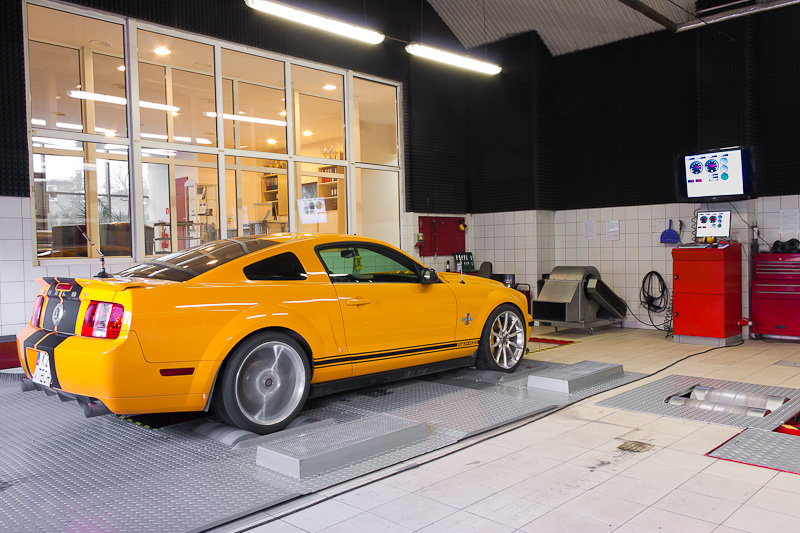
Typowa hamownia dwuosiowa (pomiar auta napędzanego na tylną oś).

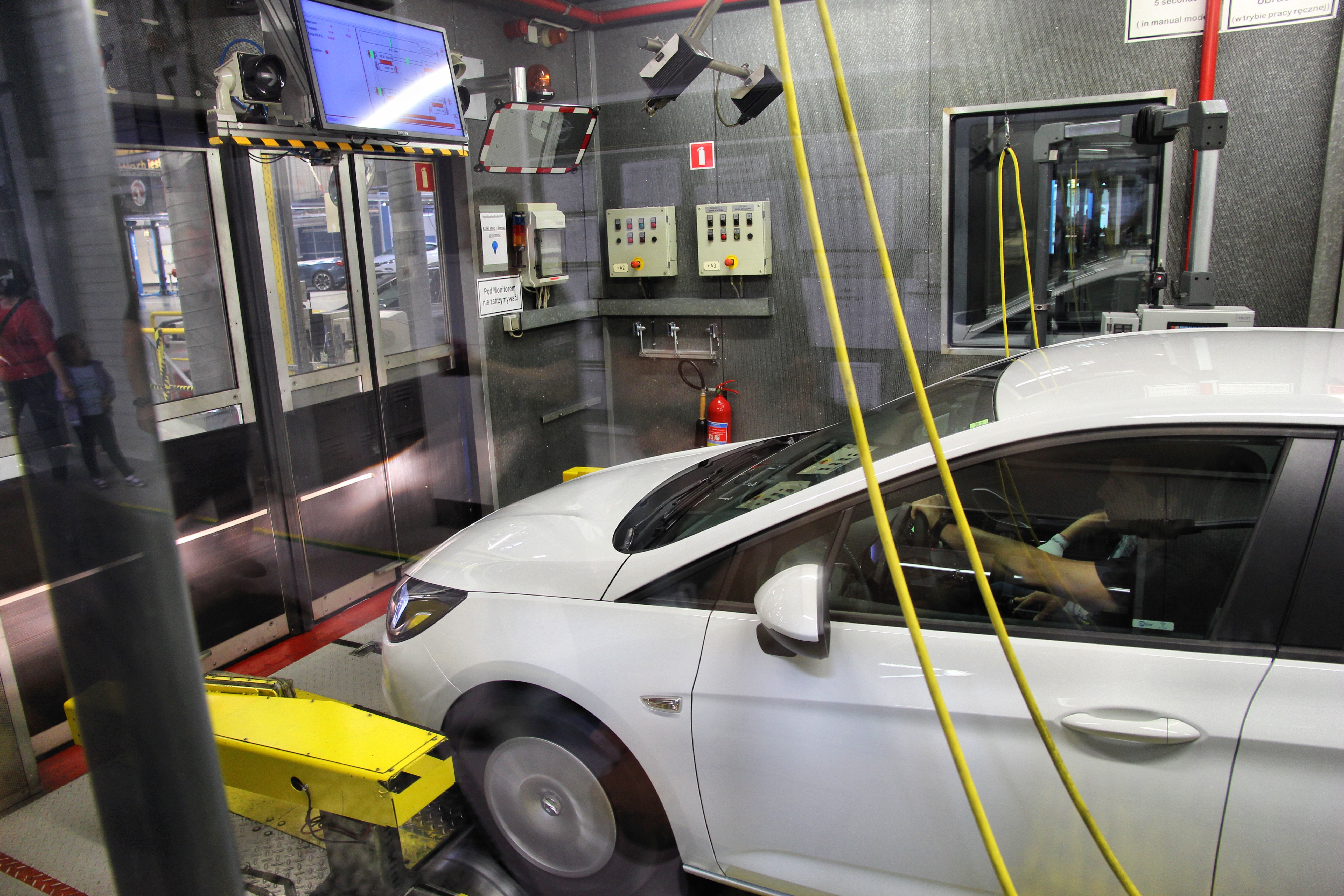
Hamownia w fabryce Opla w Gliwicach - testowanie nowych samochodów

Hamownia – stacjonarne lub mobilne stanowisko pomiarowe umożliwiające pozyskanie niezbędnych danych do wyznaczenia charakterystyki osiągów silnika, takich jak:
- moment obrotowy,
- prędkość obrotowa,
- zużycie paliwa (dla silników cieplnych),
- napięcie i natężenie prądu (dla silników elektrycznych),
- ciąg – dla silników rakietowych.

Hamownie dzielą się na dwa rodzaje: hamownie inercyjne i hamownie z obciążeniem. W przypadku hamowni z obciążeniem realizowane może być ono w oparciu o hamulec wodny, hamulec elektrowirowy lub cierny. Hamownie inercyjne wykorzystują koło zamachowe lub inercję własną do obciążania mierzonego silnika/pojazdu.
Wyróżnia się dwa rodzaje hamowni:
- hamownie silnikowe,
- hamownie podwoziowe.

Hamownie silnikowe mogą badać parametry silnika dopiero po jego wymontowaniu z pojazdu i umieszczeniu wraz z osprzętem na stanowisku badawczym, które umożliwia dowolne obciążenie silnika i bardzo precyzyjny pomiar obrotów i momentu. Hamownie silnikowe są jedynymi urządzeniami mierzącymi wprost parametry silnika, w tym także jego rzeczywisty moment obrotowy w funkcji obrotów. Moc jest wyznaczana matematycznie jako iloczyn prędkości obrotowej silnika oraz jego momentu obrotowego. Metody pomiaru mocy i momentu obrotowego w hamowniach podwoziowych są oparte na wynikach pośrednich.
Hamownie podwoziowe nie mierzą bezpośrednio parametrów silnika, lecz jego moment obrotowy mierzony na kołach oraz opory toczenia i dopiero na podstawie uzyskanych danych (sumy momentu oporów toczenia i momentu na kołach) określany jest jego moment obrotowy, oraz po przemnożeniu momentu obrotowego przez obroty - moc silnika. W przeciwieństwie do hamowni silnikowych, hamownie podwoziowe pozwalają na szybką instalację mierzonego pojazdu (nie trzeba wyjmować silnika), a jednocześnie ich precyzja pomiaru parametrów pojazdu może być wysoka, podobnie jak powtarzalność przeprowadzanych testów.
Inercyjna metoda pomiaru może być dokładniejsza od użycia hamowni z obciążeniem, ponieważ nie wymaga pomiaru wartości momentu tego obciążenia (co zwiększa błąd pomiaru), jednak hamownia inercyjna musi mieć dużą inercję własną - inaczej będzie zaniżać wyniki. Użycie sterowanego obciążenia usuwa tą niedogodność, kosztem zwiększenia niedokładności pomiaru. O ile dokładność hamowni inercyjnej zależy głównie od użytego sensora obrotu/położenia jej rolek i jej inercji własnej, o tyle dokładność hamowni obciążeniowej zależy właściwie tylko od dokładności (rozdzielczości) tensometru użytego w celu wyznaczenia momentu obrotowego obciążenia.
Hamownie z obciążeniem o momencie obciążenia co najmniej równym maksymalnemu momentowi silnika są konieczne przy strojeniu silników w stanach ustalonych (np. do motosportu) lub przy produkcji nowych silników. Jednak w większości przypadków w tym celu używane są hamownie silnikowe.